# Municipio de Dzilam de Bravo
El municipio de Dzilam de Bravo es uno de los 106 municipios que constituyen el estado mexicano de Yucatán. Se encuentra localizado al este del estado y aproximadamente a 55 kilómetros al noreste de la ciudad de Mérida. Cuenta con una extensión territorial de 241.43 km². Según el II Conteo de Población y Vivienda de 2005, el municipio tiene 2,248 habitantes, de los cuales 1,156 son hombres y 1,092 son mujeres. Su nombre se interpreta como "Pelado o Sin Envoltura".

## Descripción geográfica

### Ubicación
Dzilam de Bravo se localiza al este del estado entre las coordenadas geográficas 21° 19' y 1° 32' de latitud norte, y 88° 35' y 88° 58' de longitud oeste; a una altitud promedio de 2 metros sobre el nivel del mar. Entre los puntos geográficos atractivos del municipio están Punta Arenas y las Bocas de Dzilam, ambos lugares en donde se practica la pesca abundante de diversas especies, particularmente el cazón y el tiburón.

### Límites municipales
Tiene límites administrativos con los siguientes municipios y/o accidentes geográficos, según su ubicación:
|                        | Norte: Golfo de México | Nordeste: San Felipe     |
| Oeste: Golfo de México |                        | Este: San Felipe, Panabá |
| Suroeste: Dzidzantún   | Sur: Dzilam González   | Sureste: Panabá          |

### Orografía e hidrografía
En general posee una orografía plana, no posee zonas accidentadas de relevancia; sus suelos se componen de rocas escarpadas, su uso es ganadero, forestal y agrícola. El municipio pertenece a la región hidrológica Yucatán Norte. Sus recursos hidrológicos son proporcionados principalmente por corrientes subterráneas; las cuales son muy comunes en el estado.

### Clima
Su principal clima es el cálido semiseco; con lluvias en verano y sin cambio térmico invernal bien definido. La temperatura media anual es de 26.3 °C, la máxima se registra en el mes de mayo y la mínima se registra en enero. El régimen de lluvias se registra entre los meses de mayo y julio, contando con una precipitación media de 45.1 milímetros.

## Cultura

### Sitios de interés
| - Iglesia de San Antonio de Padua. - La Purísima Concepción. - Iglesia de San Pedro. - Palacio Municipal. | - Centro arqueológico Xalau. - Centro arqueológico Tamba. - Centro arqueológico Bolmay. - Centro arqueológico Petul. | - Centro arqueológico Sotpol. - Centro arqueológico Xuyap. - Centro arqueológico Poxil. - Centro arqueológico Xcoom. | - Centro arqueológico Palaban. - Centro arqueológico Xmaos. - Centro arqueológico Xcan. |

### Fiestas
Fiestas civiles
- Aniversario de la Independencia de México: 16 de septiembre.
- Aniversario de la Revolución mexicana: El 20 de noviembre.

Fiestas religiosas
- Semana Santa: Jueves y Viernes Santo.
- Día de la Santa Cruz: 3 de mayo.
- Fiesta en honor de la Virgen de Guadalupe: 12 de diciembre.
- Día de Muertos: 2 de noviembre.
- Fiesta en honor de San Antonio de Padua: del 10 al 13 de junio.

## Economía
El municipio fue parte de la denominada zona henequenera del estado de Yucatán ya que sus tierras tienen la vocación agrícola que favorece el cultivo del henequén.
Al decaer la industria henequenera el municipio al igual que los circundantes que también tenían el cultivo del agave como actividad principal para su economía, sufrió un proceso de diversificación. En la actualidad el cultivo del maíz y del frijol son más importantes que la actividad henequenera.
La pesca es desde luego, tratándose de un municipio con amplio litoral, una de las actividades principales de la economía municipal. Se capturan diversas especies siendo las más importantes la del tiburón y el pulpo.

## Gobierno
Su forma de gobierno es democrática y depende del gobierno estatal y federal; se realizan elecciones cada 3 años, en donde se elige al presidente municipal y su gabinete.
El municipio cuenta con 25 localidades, las cuales dependen directamente de la cabecera del municipio, las más importantes son:  Dzilam de Bravo (cabecera municipal), San José, Chun-Xaan, El Manantial, Pueblo Nuevo, Rancho Ongay, El Sorgo, Ejido Kennedy, San Juan Dos y Triturados Alcocer.